# Djursborg 11

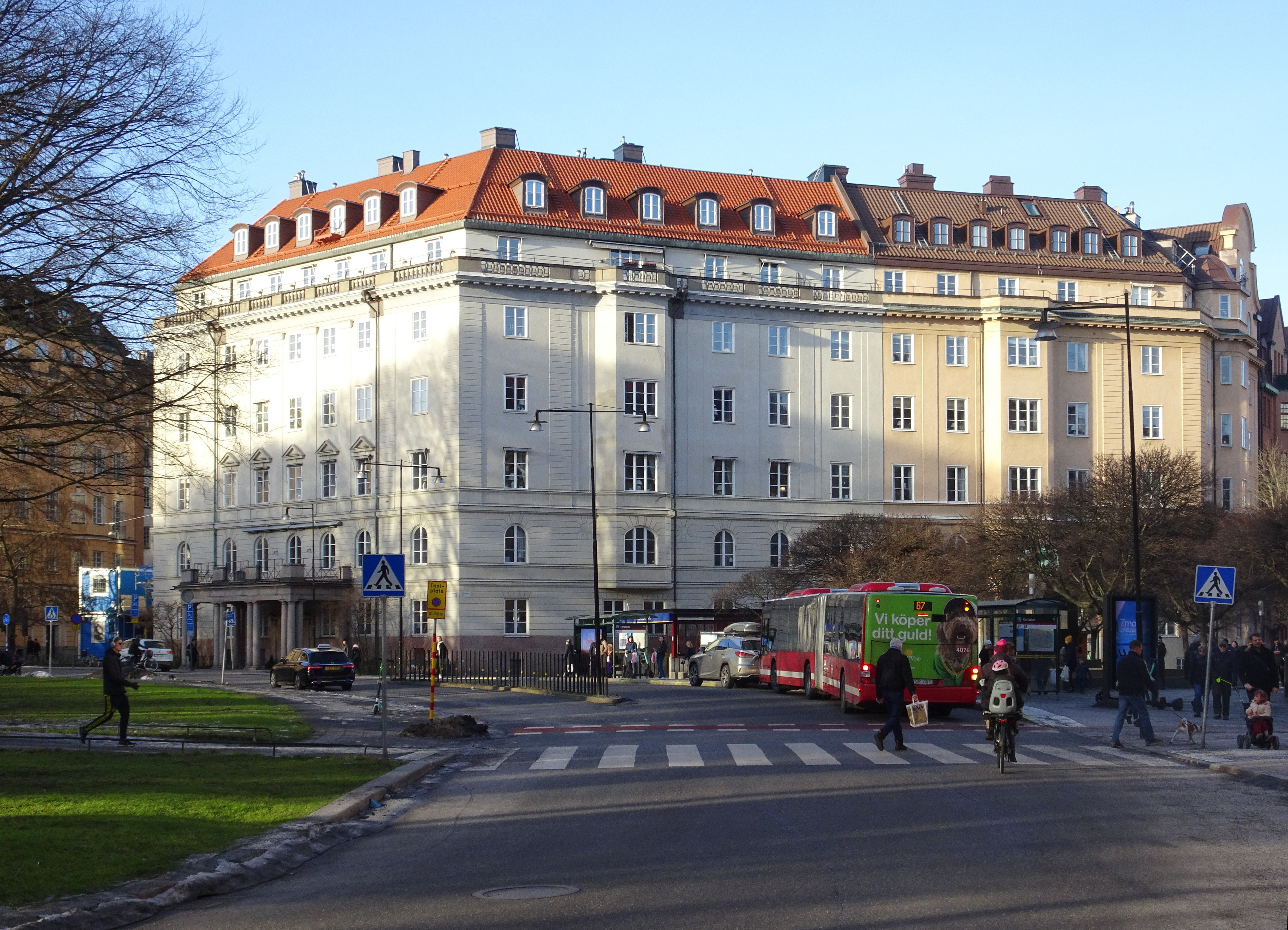
Djursborg 11, Karlaplan 9 (vänstra delen), sammanbyggd och samkomponerad med Djursborg 6 (högra delen), januari 2021.

Djursborg 11 är en kulturhistoriskt värdefull bostadsfastighet i kvarteret Djursborg vid Karlaplan på Östermalm i Stockholm. Byggnaden är grönmärkt av Stadsmuseet i Stockholm vilket innebär att den bedöms vara "särskilt värdefulla från historisk, kulturhistorisk, miljömässig eller konstnärlig synpunkt".

## Historik

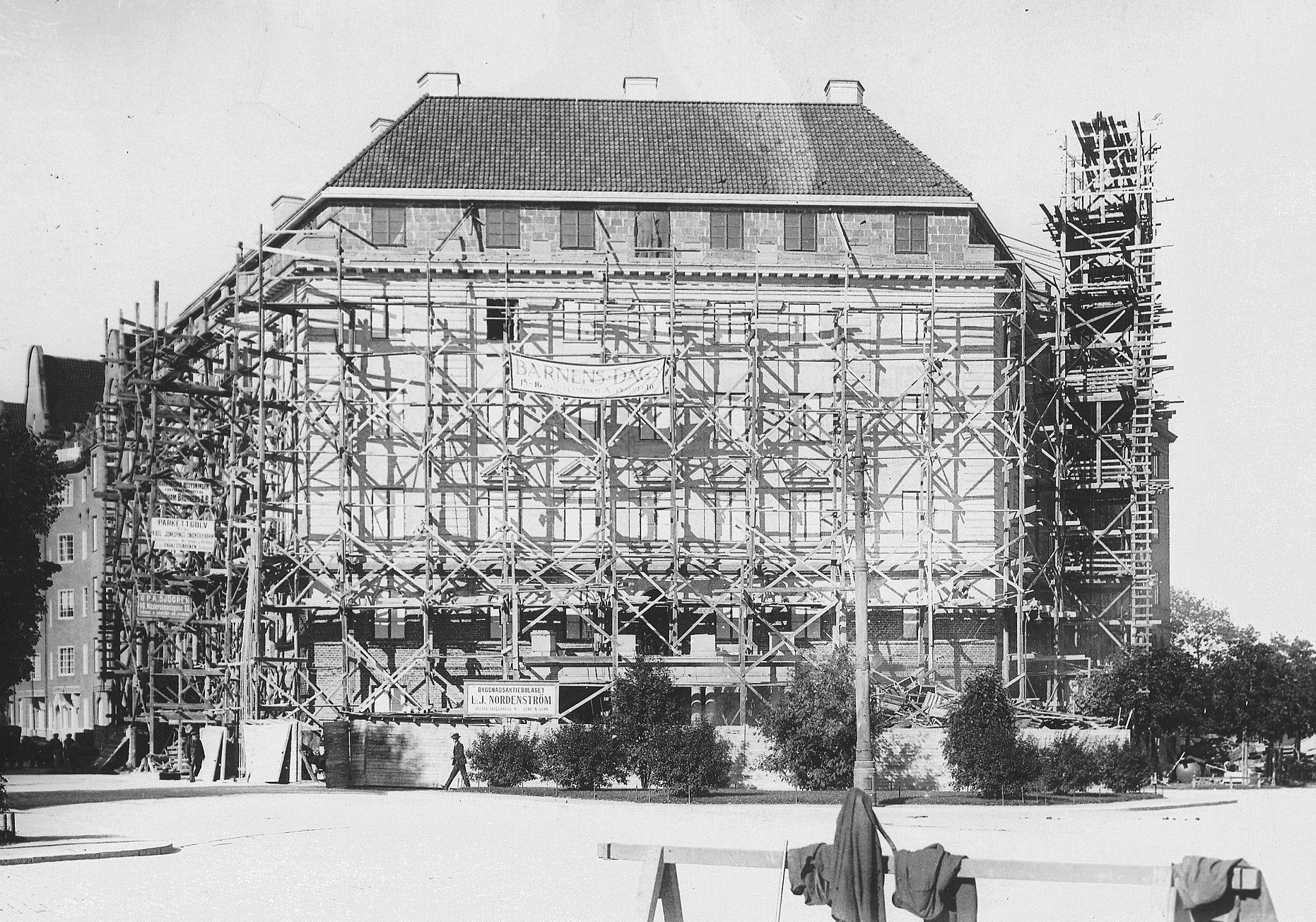
Djursborg 11 under uppförande.

Djursborg 11 uppfördes 1921–1924 på det då nybildade kvarteret Djursborg som har sitt namn efter ett hovjägmästarboställe för djurgårdsinspektören som låg här intill Ladugårdslandstullen och som revs först några år in på 1900-talet. Byggherre var storbyggmästaren Johan Bengtson som anlitade arkitektkontoret Höög & Morssing att gestalta byggnaden. För husets konstruktioner stod ingenjör P.E. Östlihn vid Kasper Höglund AB.
Djursborg 11 blev exteriört en fortsättning av det intilliggande Djursborg 6 som också ritades av Höög & Morssing och blev klart redan 1917 men beställdes av G.A. Sahlén. Huset skulle även utgöra en pendang till Trumslagaren 11 (Karlaplan 14) som byggdes ungefär samtidigt (också ritat av Höög & Morssing). Båda skulle bilda en sorts portalbyggnader till höger och vänster om den förplats (nuvarande Gösta Bohmans plats) som enligt stadsplanen från 1911 skulle leda till en monumental tornförsedd offentlig byggnad där Fältöversten nu står.
Ett totalkoncept över bebyggelsen av Karlaplans norra del presenterades 1916 av arkitektkontoret Hagström & Ekman. Fyra karaktärsbyggnader (Vedbäraren 19, Trumslagaren 11, Musketören 10 och Djursborg 11) fick en framträdande roll. Själv ritade kontoret bara Musketören 10 men de övriga inblandade arkitekterna följde Hagström & Ekmans gestaltningskoncept i stora drag och idag framstår de fyra husen som en enhet i gatubilden (se Stadsplan för Karlaplans norra del).

### Exteriör
Byggnadens plan har V-form med huvudsidan mot Karlaplan och två flyglar, en mot Lilla Beltgatan (nuvarande Östermalmsgatan) och en mot nuvarande Gösta Bohmans plats. Djursborg 11 uppfördes i fem våningar samt en något indragen takvåning. Gatufasaden är samkomponerad med Djursborg 6 och gestaltades av Höög & Morssing i typisk 1920-talsklassicism. Fasaderna är putsade i gråbeige slätputs ovanför en hög sockel av röd granit. I höjd med bottenvåningen och våning 1 trappa samt i hushörnen utfördes putsen rusticerande. Fasadens mittenparti mot Karlaplan smyckas av fyra kolossalpilaster som sträcker sig över tre våningsplan. Den indragna takvåningen accentuerades av en balustrad som sträcker sig längs hela fasaden. Flyglarnas fasader mot gatan har vardera ett burspråk som utåt markerade lägenheternas salar. Burspråket börjar på våning 1 trappa och på vindsvåningen avslutas den av en balkong. Huvudentrén omges av en monumental portik som består av fyra parställda kolonner i granit vilka bär upp en stor altan med smidesräcke. Entréarrangemanget upprepas på Trumslagaren 11.

### Ritningar

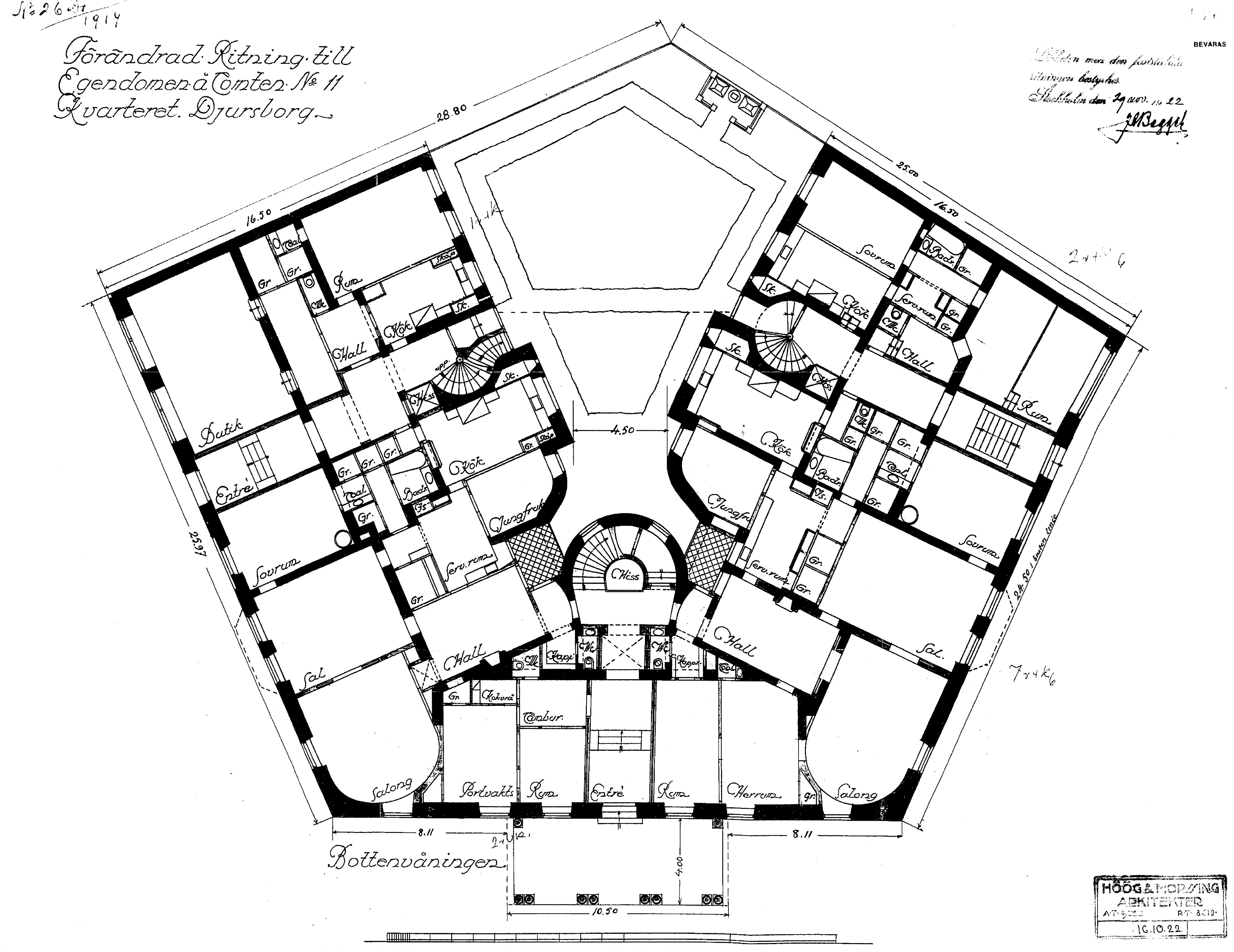
Bottenvåning.
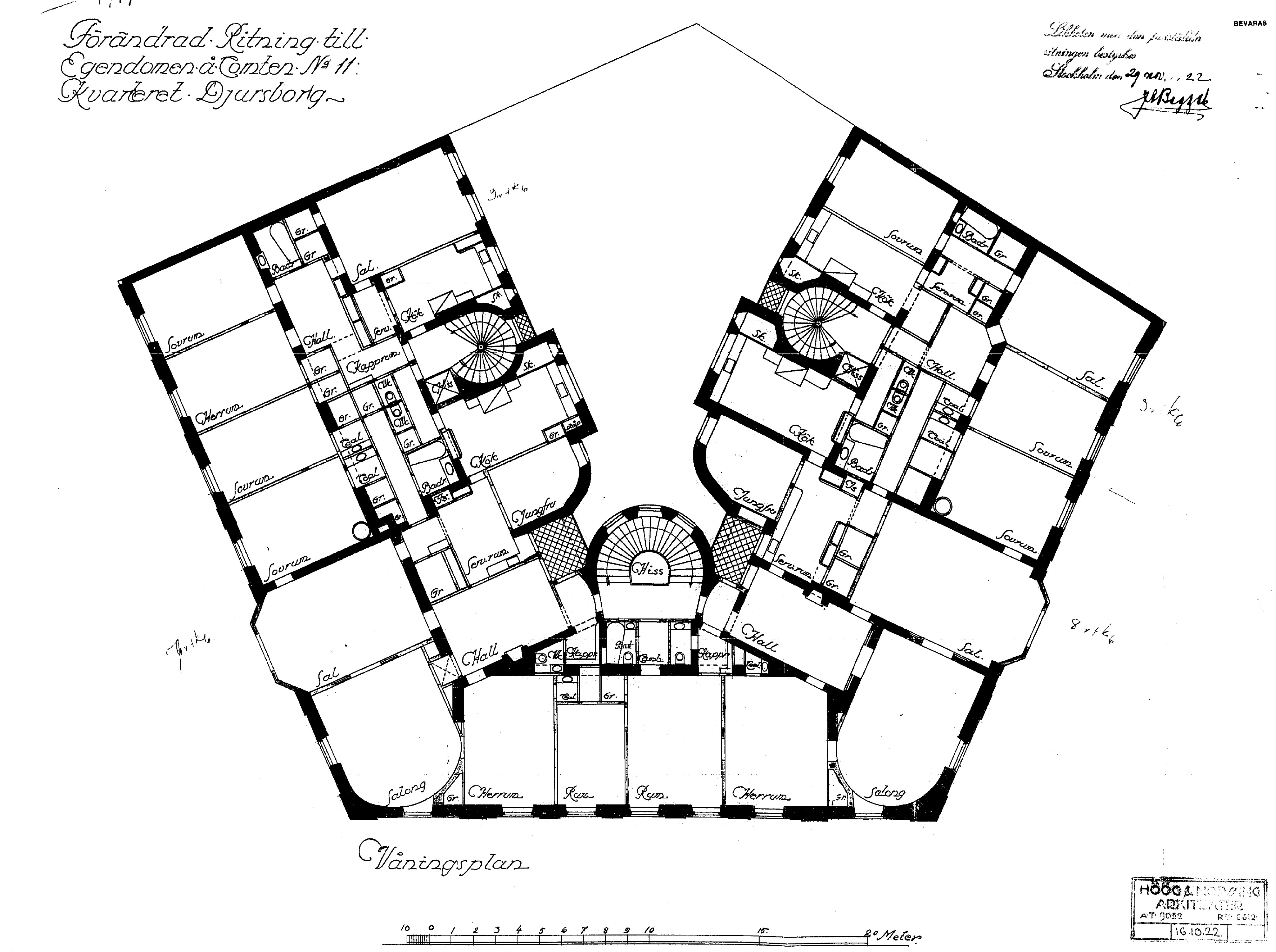
Våning 1-4 trappor.
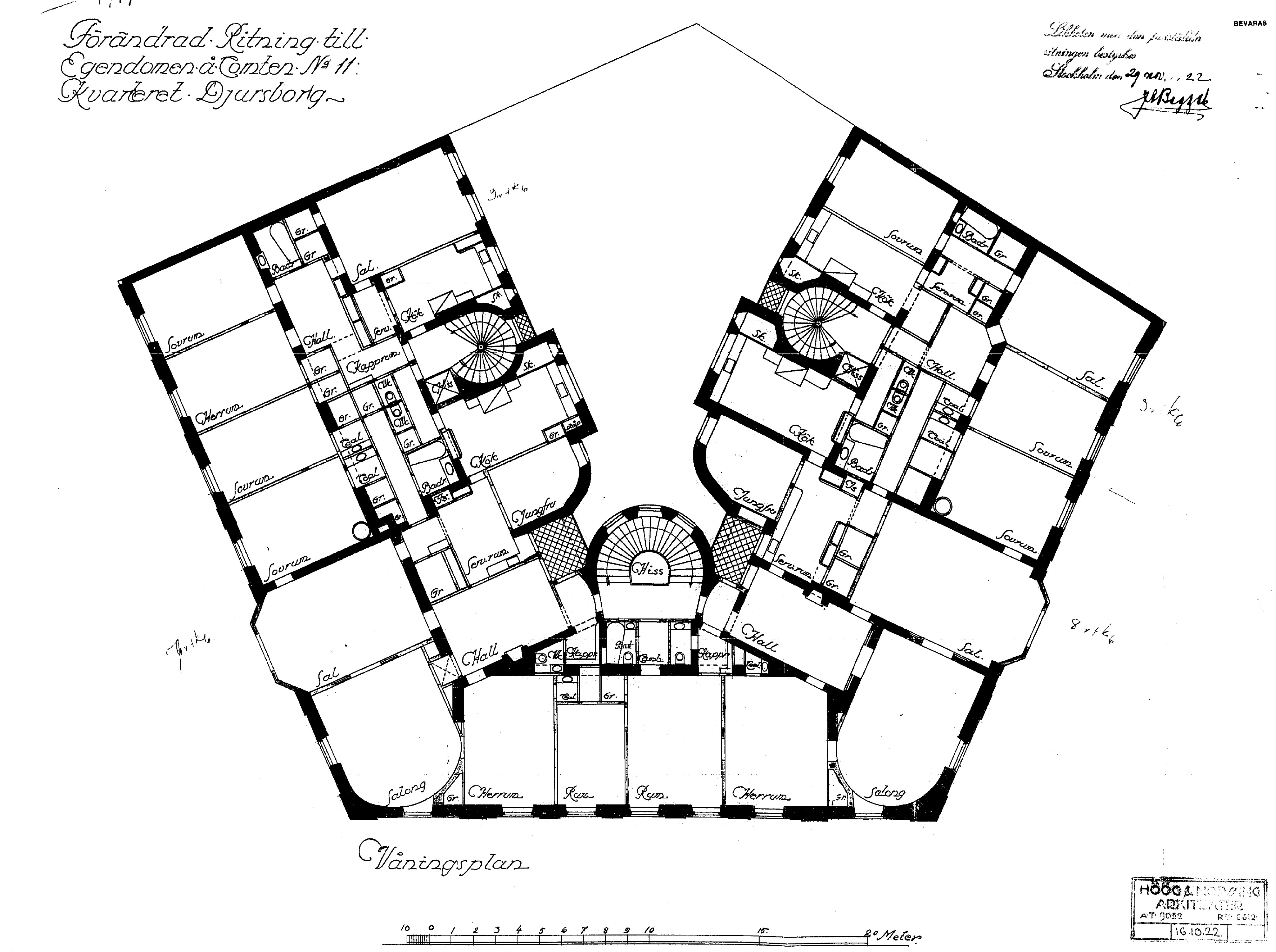
Vindsvåning.
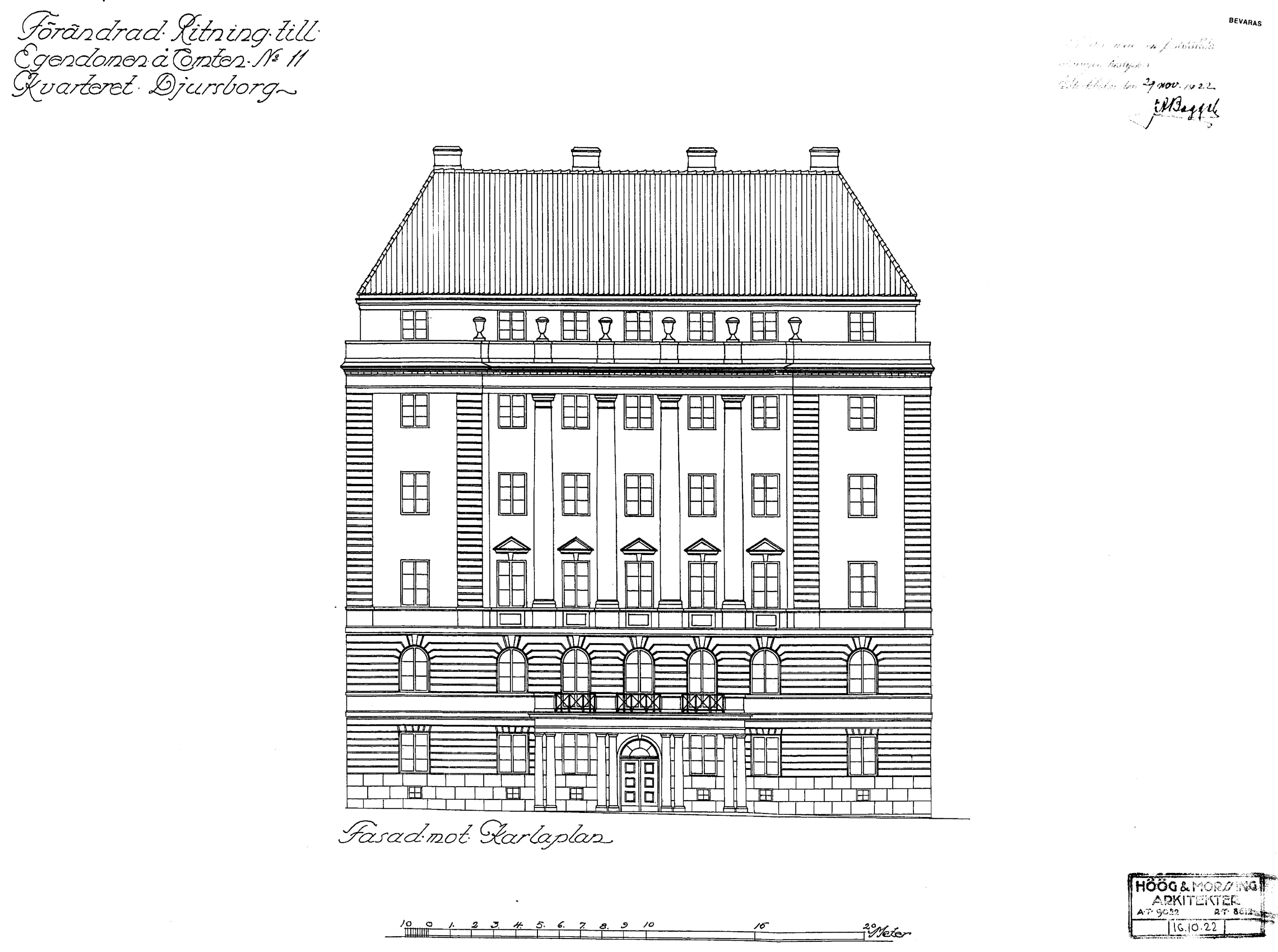
Fasad mot Karlaplan.
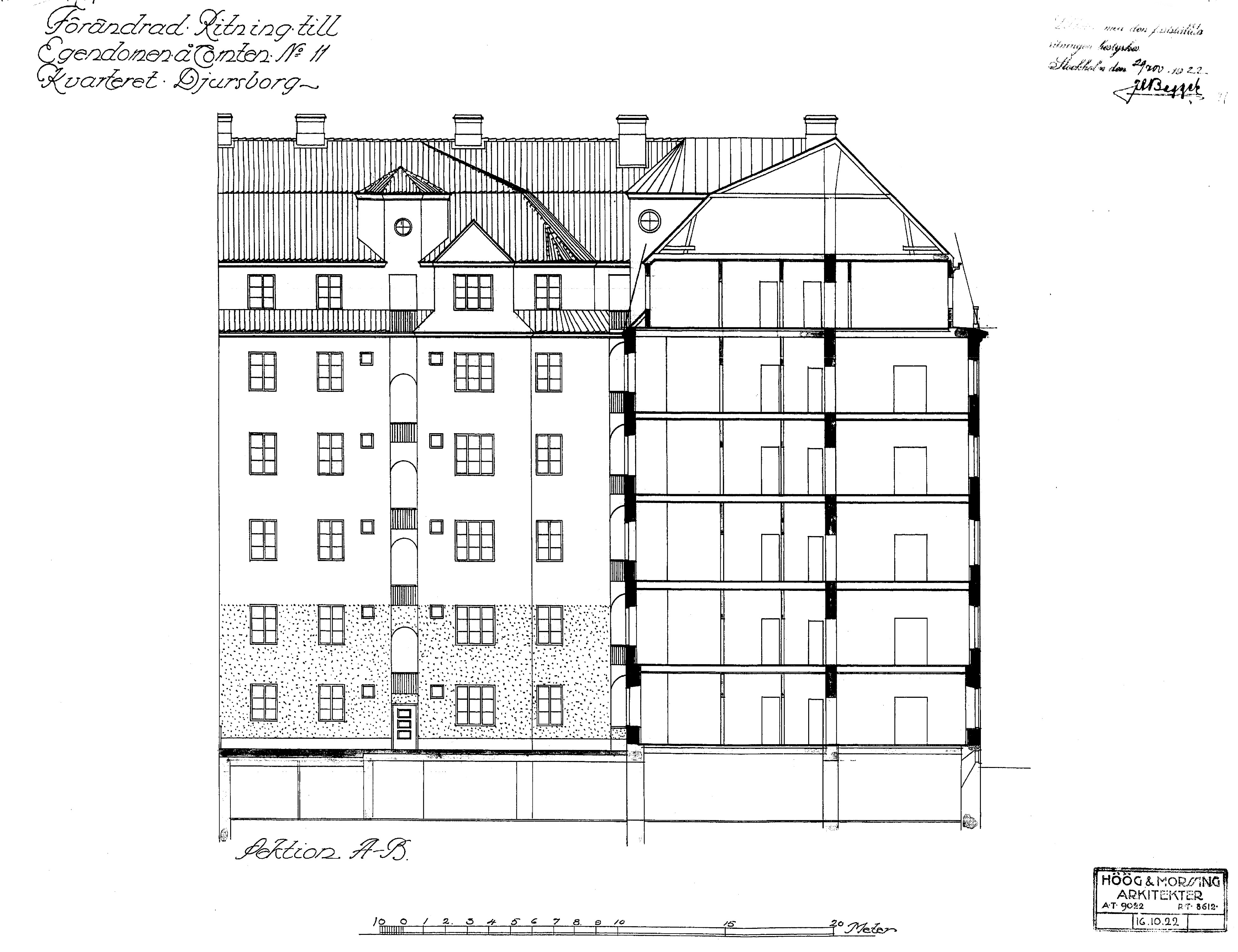
Sektion.

### Interiör
Entréhallen, trapphallen och huvudtrappan utfördes praktfulla och i nyklassicismens anda. De är idag fortfarande mycket väl bevarade och ett bra exempel för tidens dekorerade hyreshusentréer. Golvet och trappan i entréhallen är täckta av vit marmor med grå fris. Taket är utbildat som ett tunnvalv med kassettindelning och grisaillemåleri på grön botten. På väggarna märks inramade väggfält med målade antika kvinnomotiv omgivna av blomstergirlanger. En glasad mellandörr leder till trapp- och hisshallen. Här fortsätter marmorgolvet och taket med liknande dekor som i entrén. Huvudtrappan har steg av vit marmor och rundbågiga fönster med färgade, blyglasade rutor och målad dekor i smygarna. 
Våningarna var uppdelade i fyra lägenheter per plan med varierenade storlekar från två rum och kök till sju rum och kök. De mindre lägenheterna nåddes via kökstrappor i flyglarna medan de större nåddes via huvudtrappan. På bottenvåningen, intill entréhallen fanns en liten portvaktslägenhet om två rum och kokvrå. Samtliga lägenheter uppvärmdes med centralvärme och var utrustade med badrum samt separat vattentoalett.

### Nutida bilder

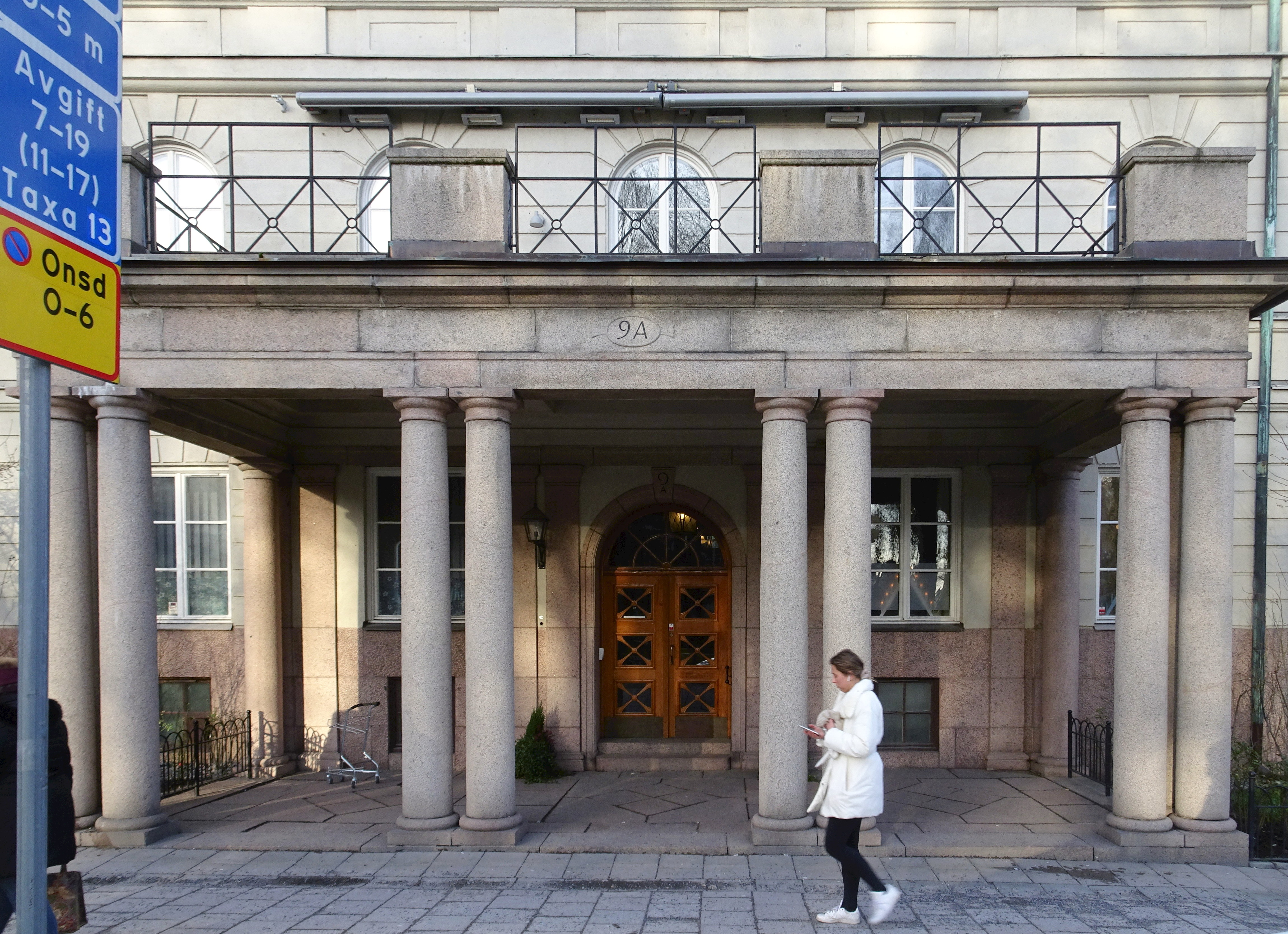
Portalen och altanen.
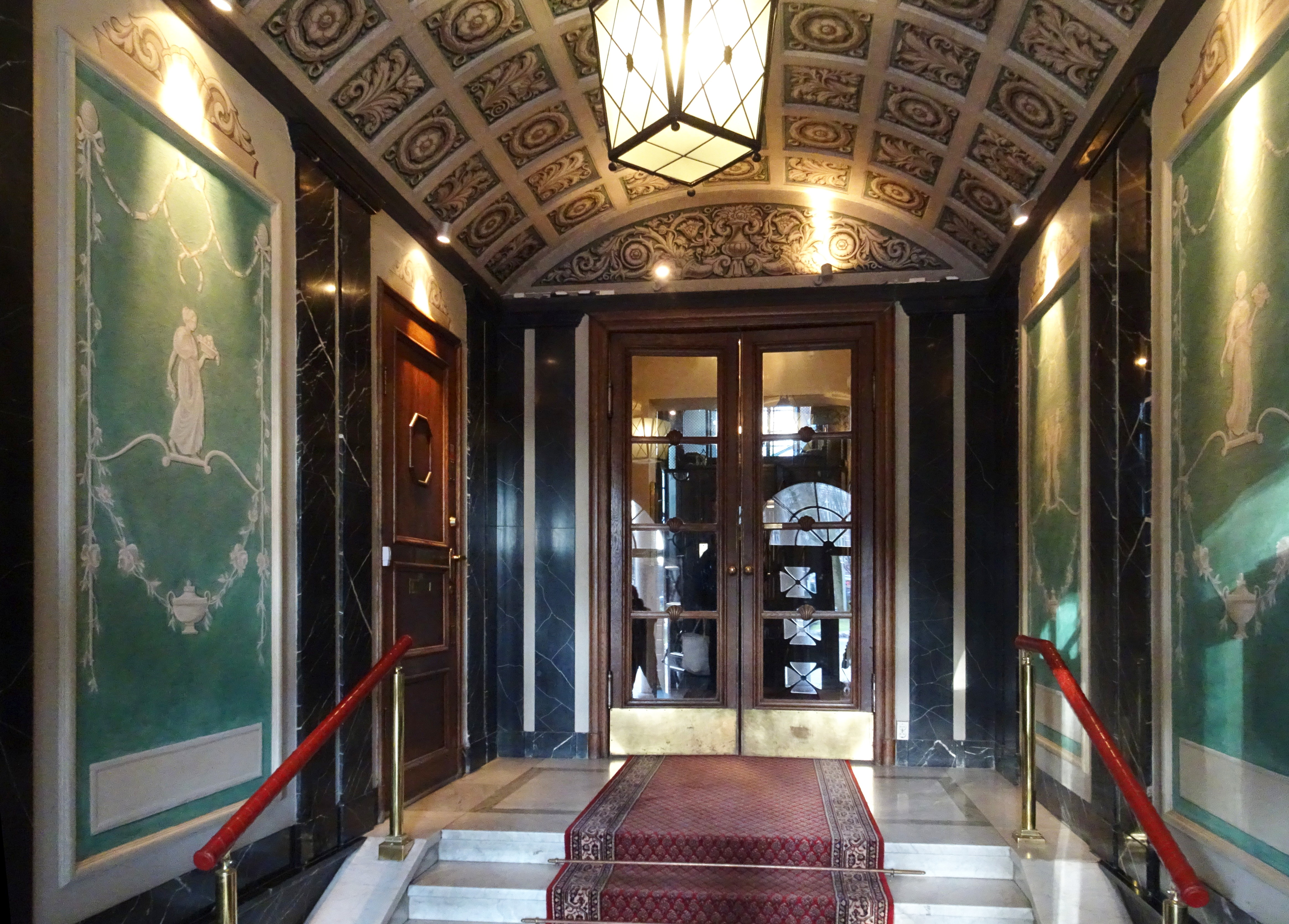
Entréhallen mot mellandörrspartiet.
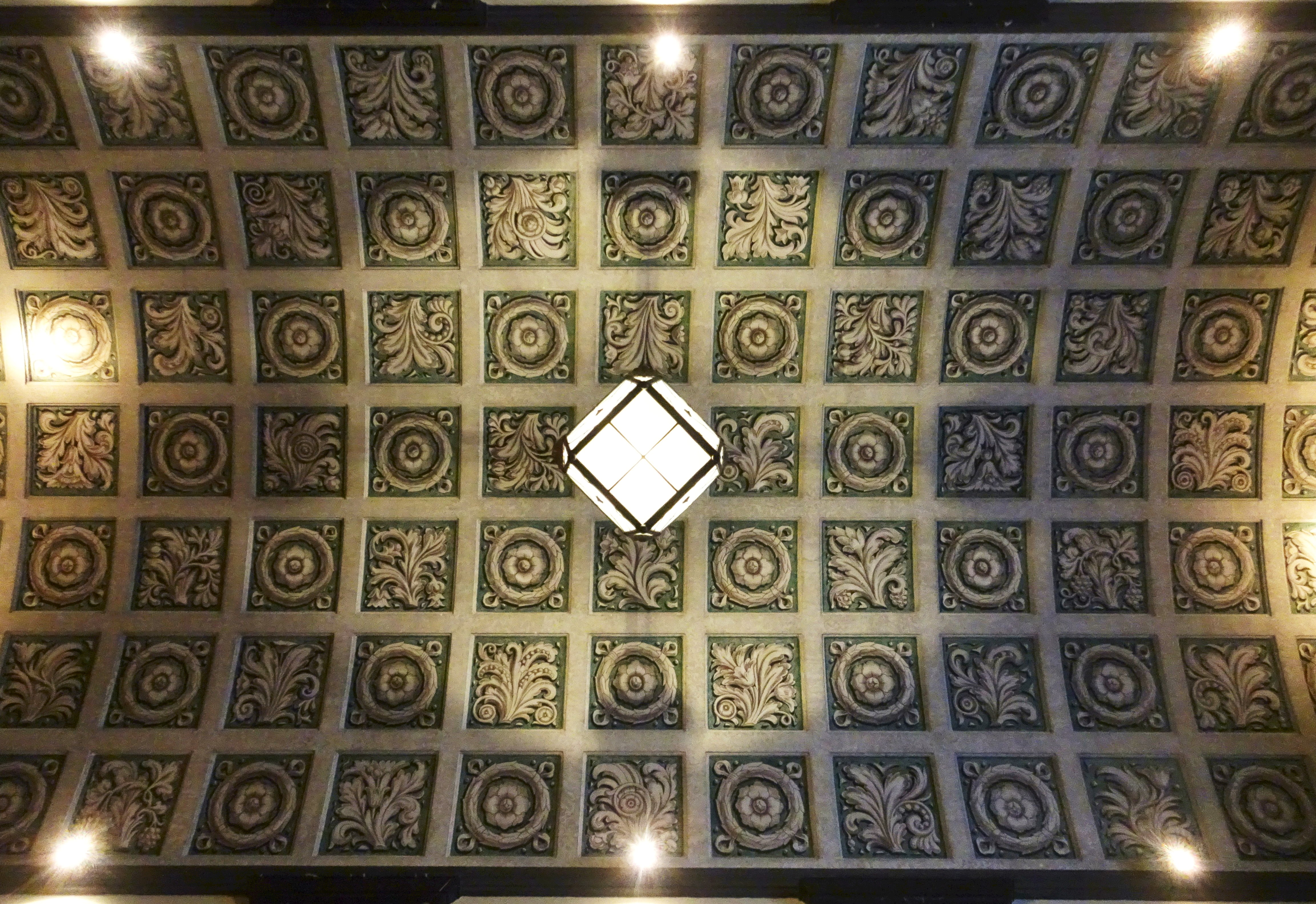
Taket i entréhallen.
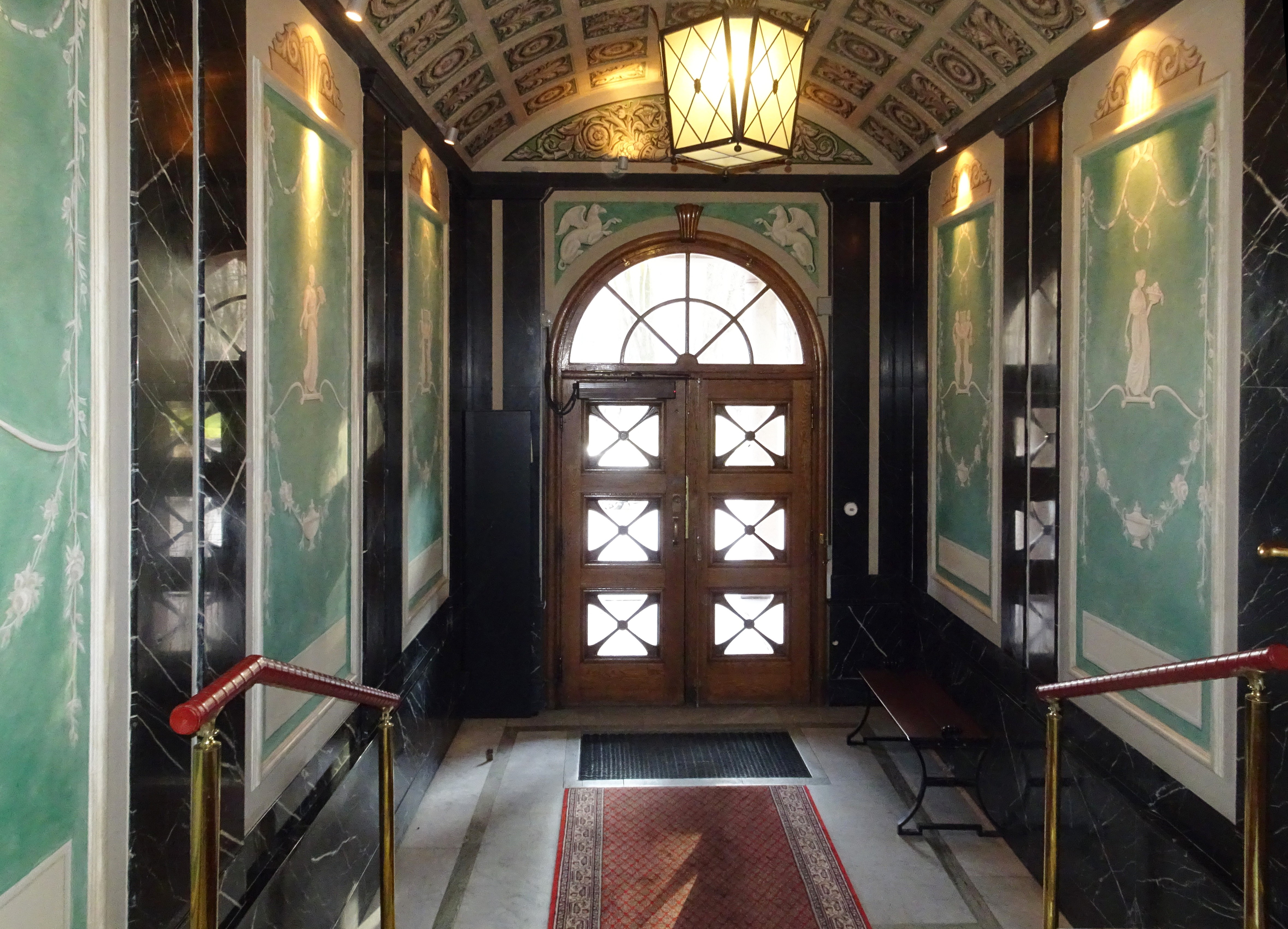
Entréhallen mot ytterdörren.
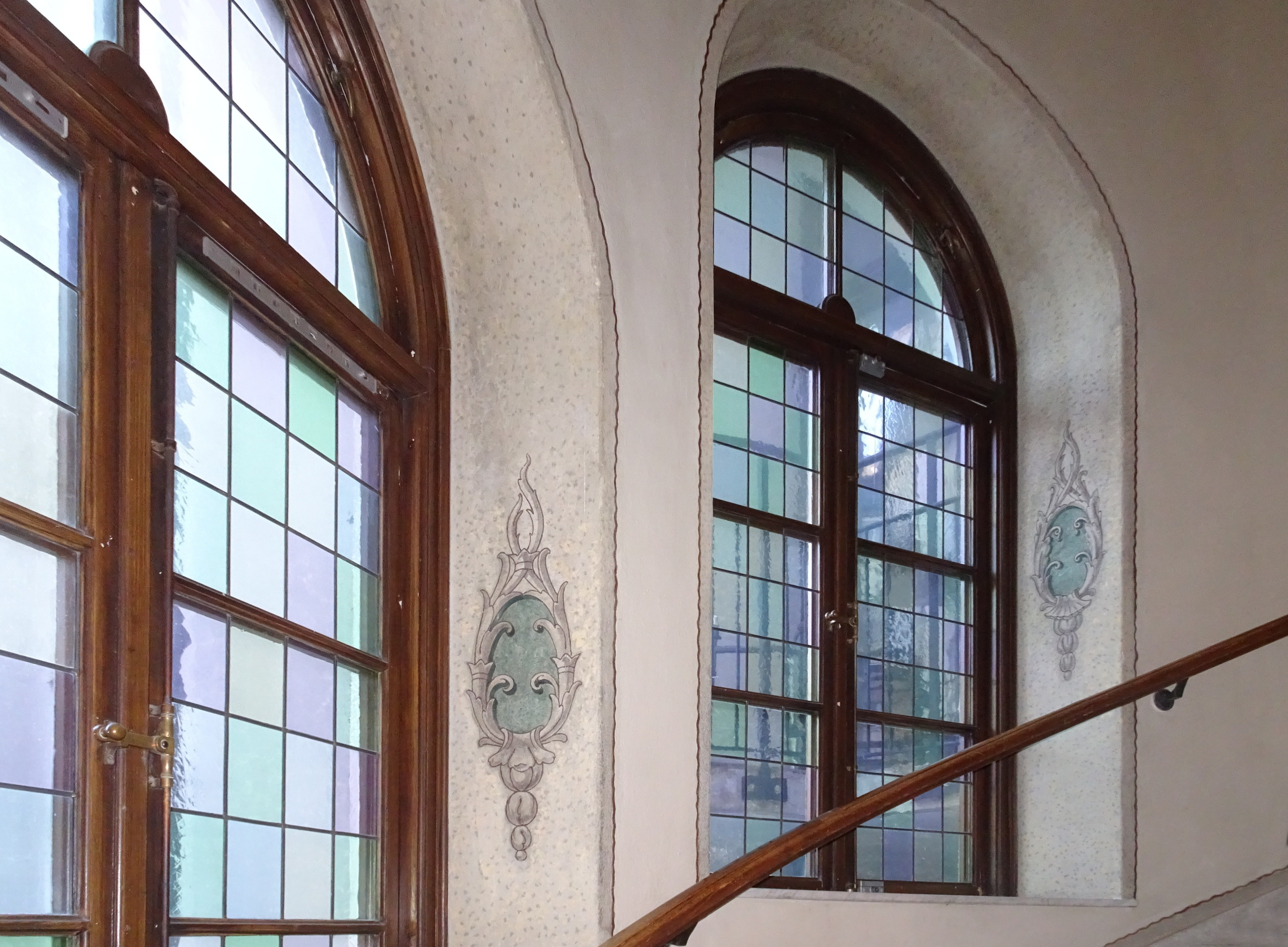
Huvudtrappans fönster.

## Ägare
Fastigheten ägs idag av bostadsrättsföreningen Brf Djursborg 11 som bildades 1985. Byggnaden innehåller 34 lägenheter med storlekar mellan 61 m² och 249 m².